# Isole Saltee

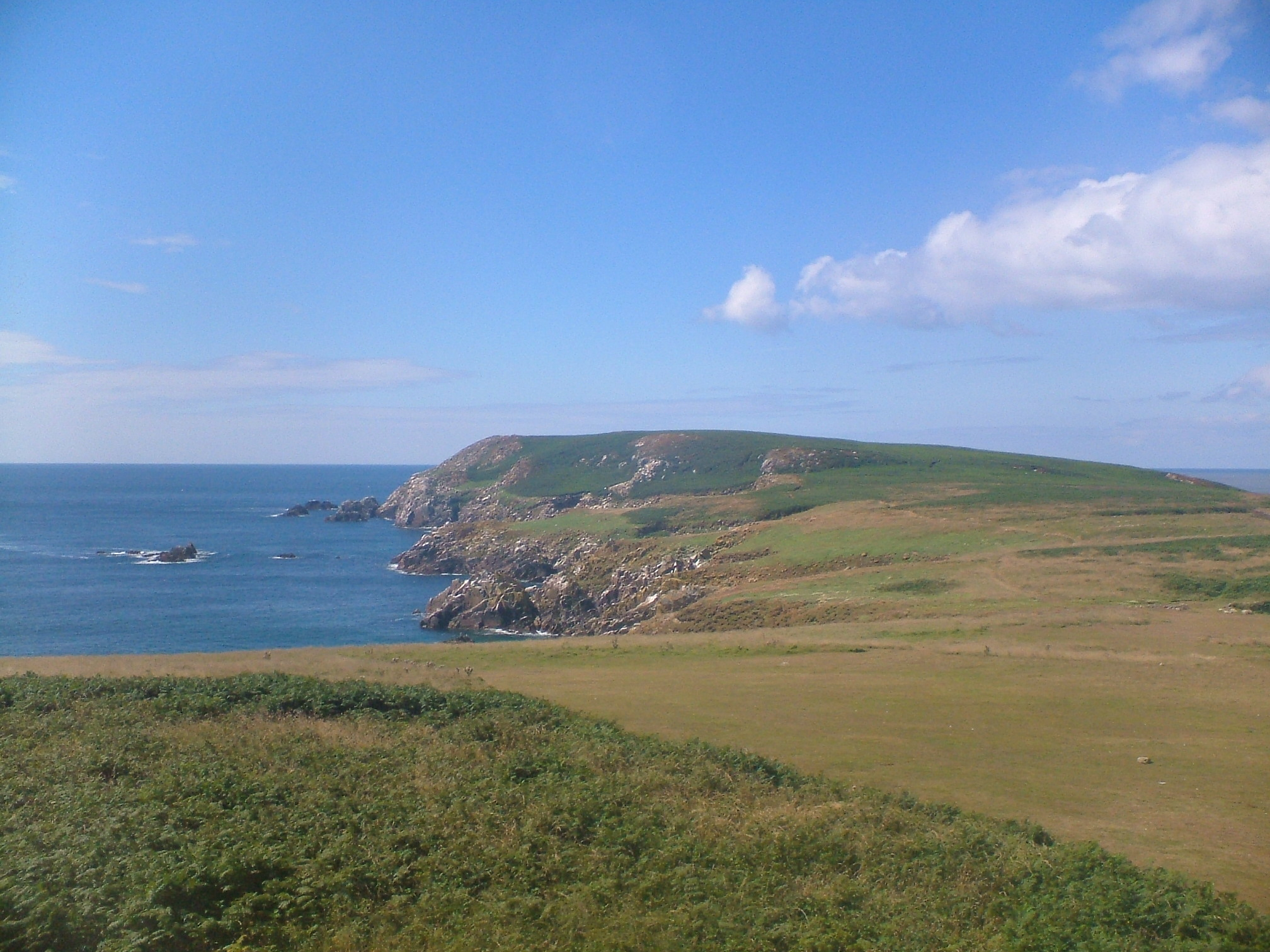
La Grande Saltee, la più grande delle due isole

Le Isole Saltee (Irlandese: Na Sailtí Italiano: Isole Salate) sono una coppia di piccole isole che si trovano a 5 chilometri al largo della costa meridionale della contea di Wexford in Irlanda. Le due isole sono la Grande Saltee (Great Saltee, 89 ettari) e la Piccola Saltee (Little Saltee, 39 ettari). Sono disabitate dal XX secolo. Entrambe sono state proprietà privata della famiglia Neale dal 1943.

## Etimologia
Il suo nome deriva dal norreno. Isole salate può riferirsi al getto salato che spazia attraverso le isole in tempi di forti venti e onde, soprattutto durante l'inverno.

## Geologia e geografia
Le isole sono basate su una roccia in posto precambriana, datata fra i 600 milioni e i 2 miliardi di anni fa. Il punto più alto nelle Saltee è il South Summit sulla Grande Saltee (60 metri). Le acque che circondano l'isola possono essere pericolose, perciò l'area è conosciuta anche come il Cimitero delle Mille Navi.

## Fauna
Insieme, le isole formano uno dei santuari ornitologi più grandi d'Irlanda. Molte specie di uccelli marini vi si trovano, tra cui sule, cormorani, pulcinelle di mare, urie e gazze marine e gabbiani. La Grande Saltee è molto popolare tra gli escursionisti e gli amanti del birdwatching.
Si trova anche su un'importante rotta migratoria e un popolare luogo di sosta per i migranti in primavera e in autunno. La Grande Saltee ha anche una popolazione di foche grigie, una dei pochissimi nella parte orientale dell'Irlanda.

## Letteratura
- Le Isole Saltee sono state l'ambientazione per il romanzo di Eoin Colfer Airman. Nato per volare, presentate come uno Stato potente basato sull'industria dei diamanti.